# Экспедиция Стейрса
Экспедиция Стейрса (фр. Expédition Stairs, англ. Stairs Expedition) — бельгийская военная и дипломатическая экспедиция 1891—1892 годов в Катангу с целью присоединения региона к Свободному государству Конго, осуществлённая по личному поручению короля Бельгии Леопольда II.
Маршрут экспедиции проходил по территории Восточной, Центральной и Южной Африки. Своё название экспедиция получила в честь её руководителя — канадского офицера на службе у бельгийской короны Уильяма Гранта Стейрса (1863—1892).
Несмотря на гибель значительной части членов экспедиции, в Бельгии её посчитали весьма успешной. В результате экспедиции территория Катанги вошла в состав Свободного государства Конго, а Компания Катанги, участвовавшая в организации экспедиции, получила право на добычу полезных ископаемых сроком на 99 лет, а также право на одну треть присоединённых территорий.

## Предыстория

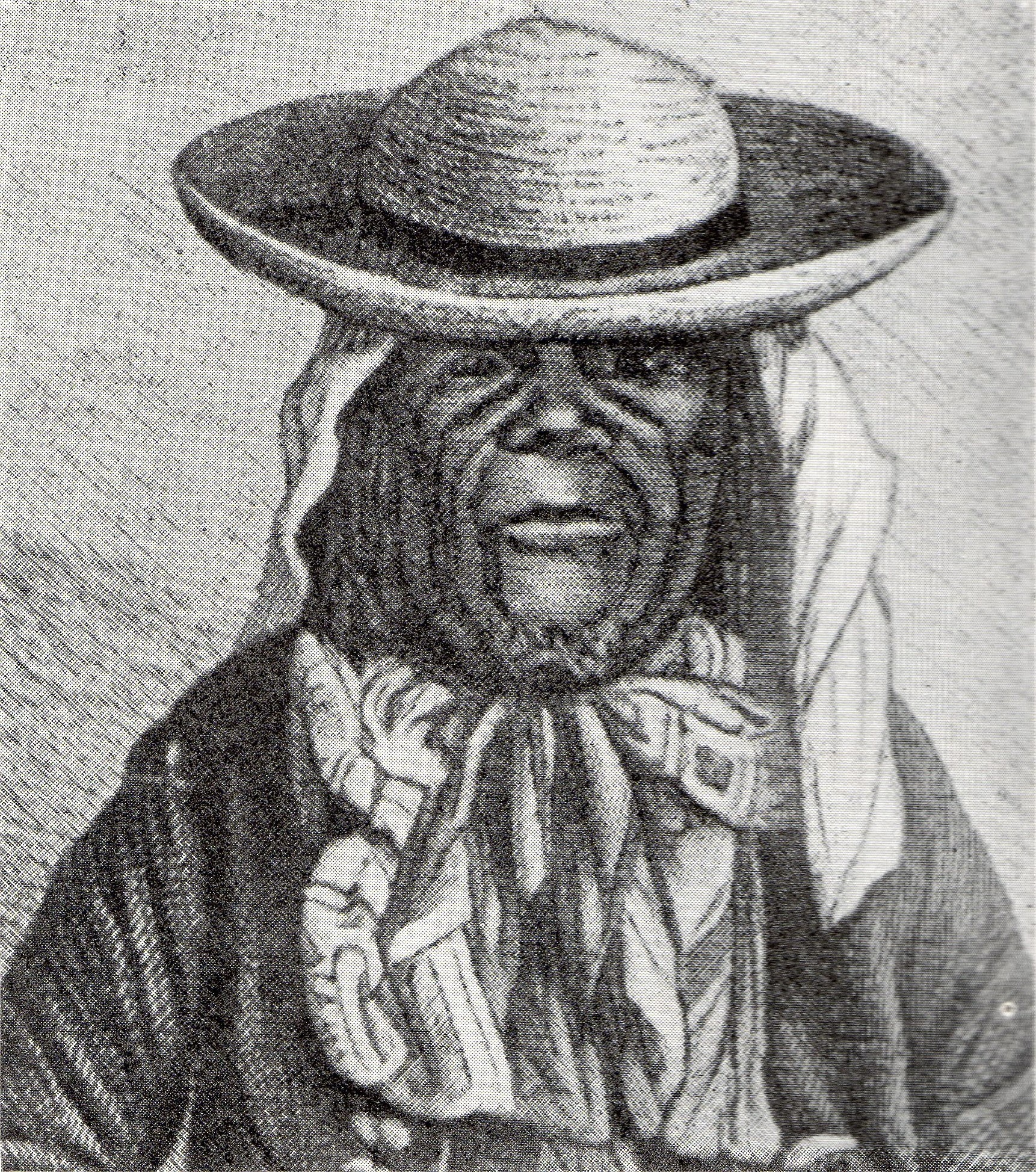
Король Мсири.

До середины XIX века бассейн реки Конго оставался независимым, так как европейцы не имели возможности колонизировать эти труднодоступные территории, находившиеся в непроходимых джунглях. Помимо сопротивления местных племён, продвижение европейцев вглубь Центральной Африки сдерживали малярийные болота и сонная болезнь. Лишь открытие лечебных свойств хинина позволило активизировать колонизацию внутренних областей Африки.

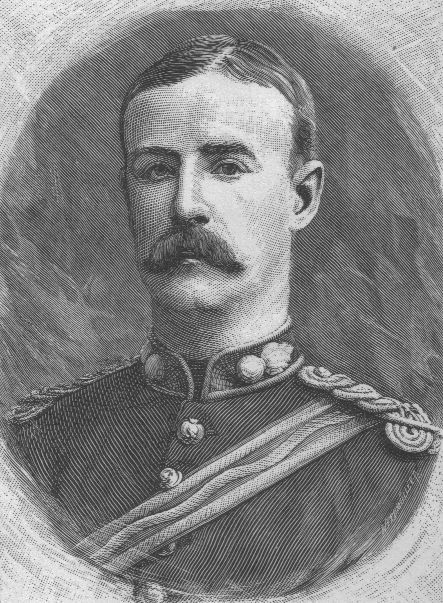
Капитан Уильям Грант Стейрс

В последней четверти XIX века территория Конго стала объектом соперничества колониальных держав. В 1876 году бельгийский король Леопольд II организовал под своим председательством Международную ассоциацию, целями которой декларировались исследование и распространение цивилизации в Центральной Африке. Под её прикрытием королевские эмиссары (путешественники, офицеры, миссионеры) заключали договоры с вождями местных племён. Так, в 1877 году Стэнли смог заключить свыше четырёхсот договоров с племенными вождями и старейшинами деревень. Типичный договор предусматривал, что вожди добровольно отказывались от суверенитета, передавая права управления их землями королю Бельгии и соглашаясь помогать бельгийцам рабочей силой при прокладке дорог и постройке зданий.
Используя противоречия между Великобританией, Францией, Германией и США, Леопольд II установил контроль над огромной территорией, а Берлинская международная конференция в 1884—1885 годах признала Леопольда II сувереном этих территорий. 26 февраля 1885 года был подписан генеральный акт, 1 августа того же года было провозглашено Свободное государство Конго. После этого в бассейне Коного независимым осталось только королевство Йеке.

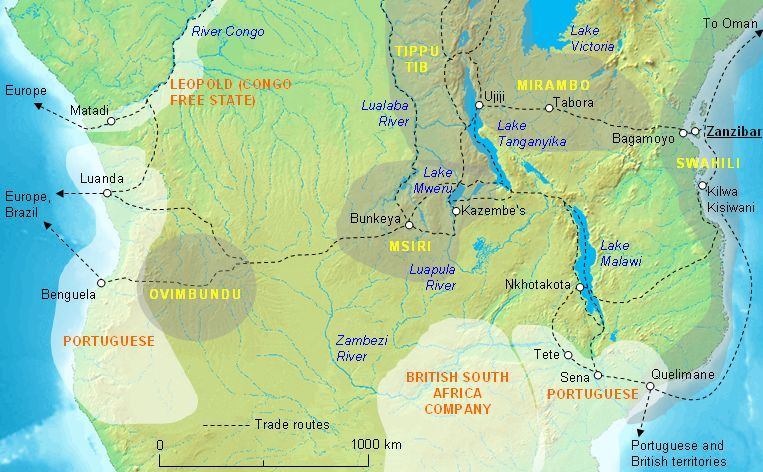
Королевство Мсири в 1880 году. Указаны основные торговые пути с примерным расположением территорий основных союзников Мсири (жёлтые надписи) и европейских держав (оранжевые надписи)

Авторитарным вождём этого региона был король Мсири. Он не желал подчиняться европейским правителям и использовал противоречия между ними для усиления своей власти, получая огнестрельное оружие и боеприпасы то от португальцев, то от британцев, то от бельгийцев. Королевство Йеке, которым правил Мсири, располагалось на плато Катанга, его природными границами были горные хребты Кунделунгу и Митумба с севера, Мучинга с востока; на юге оно соединялось с плато Лунда, по западной границе протекала река Луалаба, по восточной — Луапула. Мсири был деспотом, который уничтожал или угонял в рабство мирное население и приказывал калечить или даже казнить своих подданных даже за незначительные проступки. Людей по голову закапывали в землю, из-за чего человек медленно умирал от жажды и голода, или его могли скормить заживо голодным псам. Бесчисленное число отрубленных голов украшали частокол его бомы. Из-за постоянных войн с соседями и гражданской войны, вспыхнувшей в 1890 году, королевство находилось в упадке.
Хотя в соответствии с решением Берлинской конференции эта территория передавалась бельгийцам, британцы пытались установить там свой контроль. Берлинская конференция предусматривала «положение об эффективности»: государство может претендовать на территорию только при условии фактической её оккупации, путём подписания договоров с местными вождями и «поднятия своего флага». Британская Южноафриканская компания направила экспедицию Альфреда Шарпа из Ньясаленда к Мсири с целью включить его земли в состав британской колониальной империи. Чтобы не допустить этого, бельгийцы отправили свою экспедицию во главе с канадцем Уильямом Стейрсом. Этой экспедиции предстояло склонить Мсири к добровольному подчинению, либо подчинить его силой.

## Состав и снаряжение

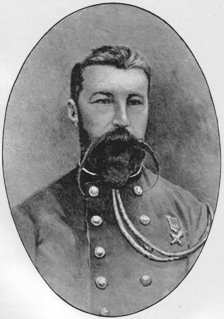
Капитан Омер Бодсон.

В Бельгии было мало людей с опытом работы в тропических зонах, поэтому их пришлось нанимать в других странах. По рекомендации Генри Стэнли для руководства экспедицией в Катангу был нанят Уильям Стейрс, имевший опыт участия в подобных мероприятиях: во время экспедиции по спасению Эмину-паши он был заместителем Стэнли и проявил себя с наилучшей стороны. Заместителем руководителя был назначен единственный бельгиец в её составе — капитан Омер Бодсон, который также участвовал в экспедиции Стэнли. Третьим командиром стал французский офицер и исследователь Африки маркиз Кристиан де Боншам. В состав экспедиции входили ещё двое белых: Джозеф Молони, врач экспедиции, имевший опыт работы в Африке в качестве медицинского офицера во время англо-бурской войны и экспедиции в Марокко, и Томас Робинсон, плотник, механик и ремонтник.
При отправлении экспедиция наняла 304 носильщика (пагаси), 30 аскари, 9 унтер-офицеров (занзибарских «вождей»), 16 слуг и поваров — всего 359 африканцев. Большинство из них были занзибарцами, также были люди из Момбасы и 40 человек прибыли из Таборы. Впоследствии, в столице Йеке Бункее, был нанят отряд дагомейцев-аскари.
Экспедиция была хорошо оснащена благодаря финансированию недавно созданной Компании Катанги, которой было обещано право собственности на одну треть территории Катанги в случае её завоевания. Солдаты и носильщики были оснащены новейшим для Африки того времени вооружением — 200 винтовками Гра, а офицеры — магазинными винтовками Винчестера. В то же время основная масса воинов Мсири была вооружена холодным оружием, и лишь некоторые воины имели устаревшие кремневые мушкеты с чёрным порохом.

## Экспедиция

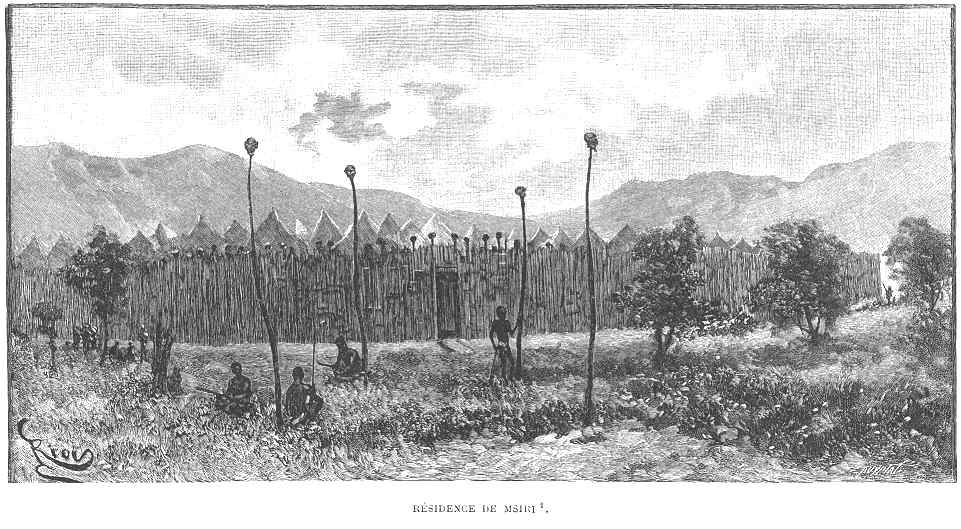
Бома Бункея — столица Мсири. Ограда увешана головами убитых врагов короля

27 июня 1891 года экспедиция отправилась из Занзибара на запад через Германскую Восточную Африку, проделав путь длиной 1050 км к озеру Танганьика. На этом этапе руководство экспедиции ехало верхом на ослах, но животные по неизвестным причинам умерли. После пересечения озера прошли ещё 550 км и 14 декабря 1891 года достигли Бункеи. Путешествие проходило через густые леса, болота, пустынные каменистые равнины. При скорости чуть более тринадцати километров в день экспедиции понадобилось пять месяцев, чтобы достичь своей цели.
Королева Йеке Мария де Фонсека позволила разбить европейцам лагерь недалеко от своей деревни Мунема, так как им удалось наладить с ней хорошие отношения.

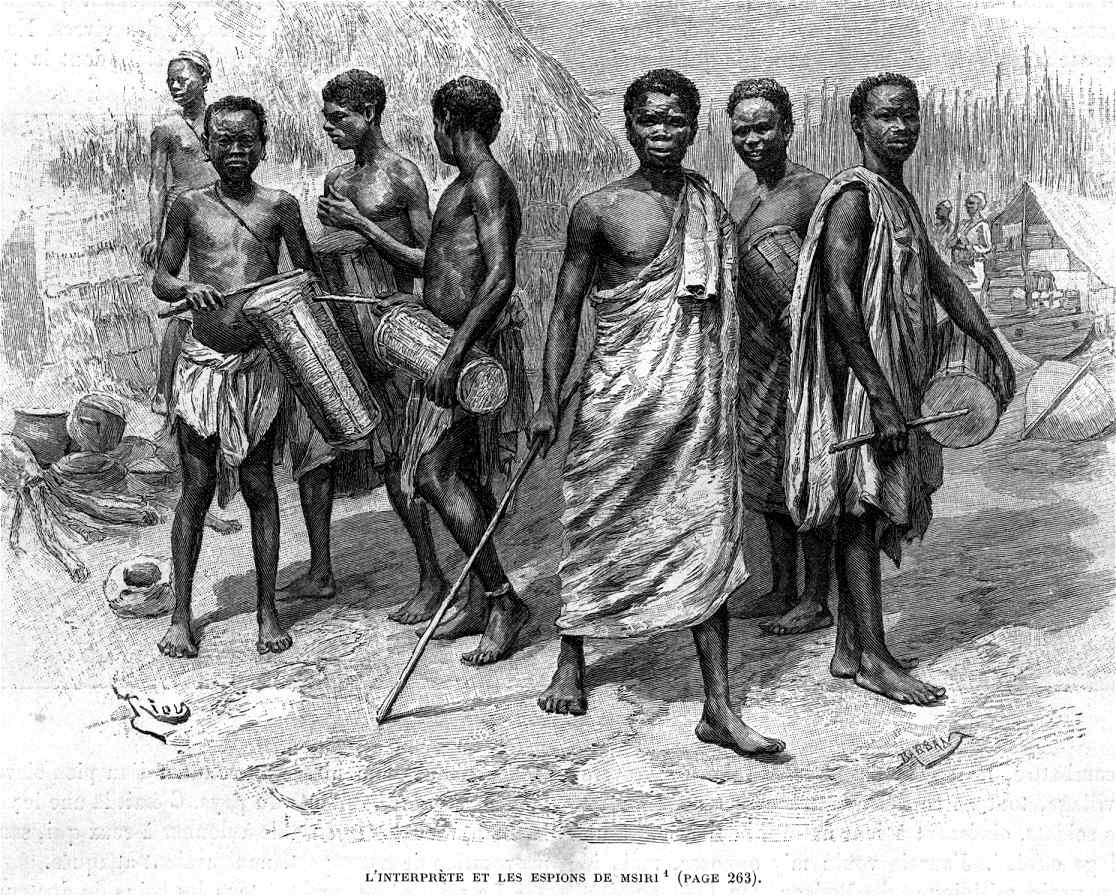
Мcири отправляет шпионов оценить оборону лагеря экспедиции; они используют барабаны как средство общения

Мсири радушно принял участников экспедиции. Бельгийцы рассчитывали установить контроль над королевством, пока в этот регион не добрались экспедиции британцев и португальцев, и возлагали большие надежды на переговоры. Мсири же рассчитывал договориться о поставках оружия и боеприпасов, необходимых для ведения дальнейших войн.
Мсири, несмотря на все усилия капитана Стейрса, отказался признать Леопольда своим сюзереном и всячески пытался затянуть переговоры, давая уклончивые ответы и обещания. Опасаясь, что Мсири тянет время, ожидая британскую экспедицию, участники экспедиции подняли флаг Свободного государства Конго на ближайшем к столице холме, чтобы иметь право первенства перед британцами в случае их прибытия.
Из-за того, что переговоры зашли в тупик, обстановка накалялась. Мсири отправил в лагерь бельгийской экспедиции отряд шпионов, которые при помощи барабанов сообщали данные о происходящем своему государю. Король Йеке ожидал возвращения своей армии в количестве около пяти тысяч человек, после чего планировал напасть на лагерь экспедиции.

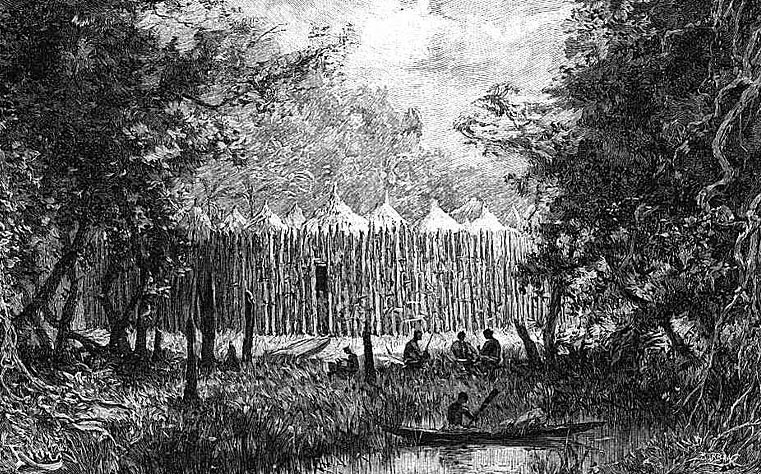
Бома в лесу

Кристиан де Боншам предложил своим спутникам захватить Мсири и держать его в заложниках, пока король не примет условия бельгийцев. Охрана Мсири обычно состояла из трёхсот вооружённых воинов, и нападать на него в столице было опасно. Однако де Боншам обнаружил, что каждую ночь король уходил с небольшой группой охранников, чтобы навестить королеву в её деревне, и возвращался к обеду обратно. Капитан Стейрс принял решение устроить засаду и попытаться арестовать Мсири. Около 9 утра он собрал отряд и направился в Мунему. К 11 часам отряд достиг деревни королевы. В 12:10 начался бой между людьми Мсири и отрядом Стейрса.
Во время этой стычки капитан Омер Бодсон застрелил Мсири, но и сам был смертельно ранен.
Тем временем из Бункеи подоспел отряд сторонников короля во главе с его сыном Муканда-Банту. Бельгийцам удалось отбить атаку и не дать завладеть телом короля, так как его сторонники могли похоронить его тайно и скрыть его смерть от народа, что дало бы им возможность продолжать сопротивление. По некоторым данным, голову Мсири выставили на показ, чтобы все могли убедиться в том, что король мёртв.
Хотя европейцам удалось одержать верх в сражении, им пришлось отступить из Мунемы и искать более удобное место для обороны. Через день в лагерь бельгийцев прибыл парламентёр с просьбой отдать тело Мсири родственникам короля. Европейцы выдали покойного его родне.

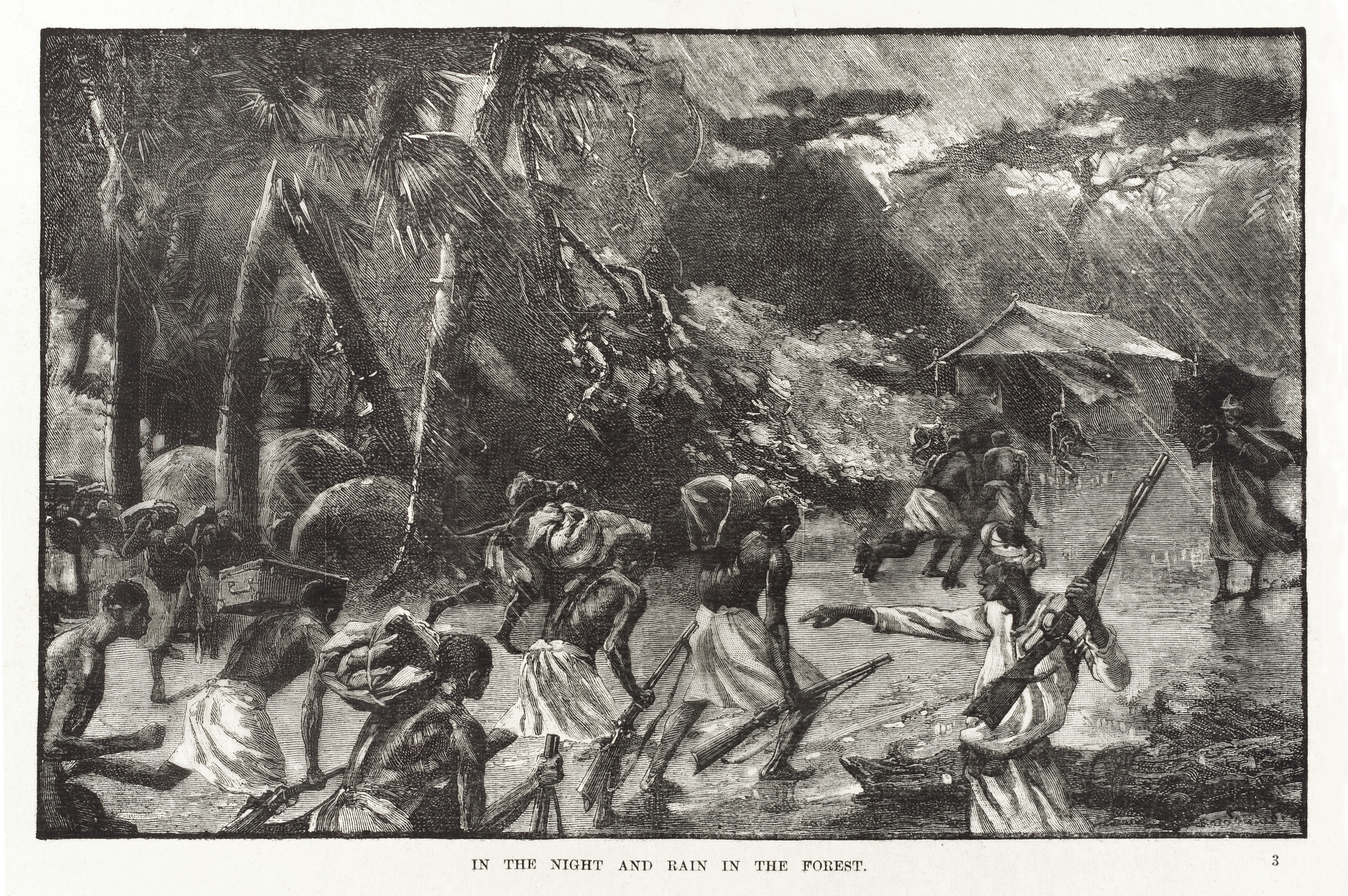
Движение экспедиции во время дождя

После помпезных похорон короля встал вопрос о престолонаследовании. Королева и её брат выступили посредниками в переговорах между бельгийцами и наследниками Мсири о вхождении королевства Йеке в состав Свободного государства Конго. 23 декабря 1891 года делегация, состоящая из сторонников интеграции, прибыла в лагерь бельгийцев. В неё входили брат Мсири Чикака, его сын Муканда-Банту, Коимбра и Мария де Фонсека. В результате переговоров было решено, что Муканда-Банту становится правителем Бункеи и территории в 14 квадратных миль вокруг столицы. Его дяди, братья Мсири, Чикака и Лукуку получали наделы вокруг своих бом. Остальная часть Катанги должна была перейти под контроль вождей племени васанга и также войти в состав Свободного государства Конго. 30 декабря, после подписания договора, в знак подчинения Великому белому вождю — королю Леопольду — над столицей Йеке был поднят бельгийский флаг. Чикака и Лукуку не явились на подписание договора и отказались принимать его условия.

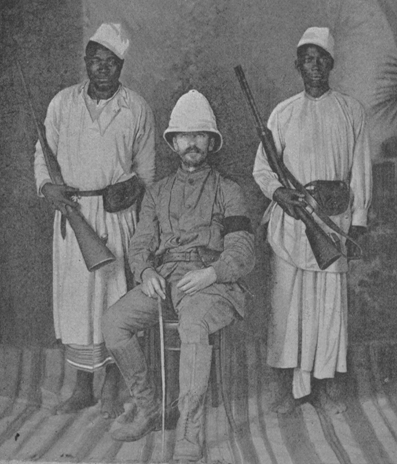
Джозеф Молони и его аскари после окончания экспедиции на Занзибаре. Чёрная повязка на руке Молони одета в знак траура о капитане Стейрсе

Эпидемии малярии и дизентерии, а также голод, вызванные сезоном дождей, привели к гибели 76 участников экспедиции. Из белых участников экспедиции первым выздоровел Молони, который взял на себя заботы по строительству форта и организации поисков припасов. В конце января 1892 года на помощь к оставшимся в живых людям Стейрса прибыла запоздалая экспедиция во главе с Люсьеном Биа и Эмилем Франки в составе 350 человек.
Поскольку Уильям Стейрс, маркиз де Боншам и Томас Робинсон всё ещё были больны, было решено, что капитан Биа берёт на себя ответственность за укрепление контроля Свободного государства Конго над Катангой, а остатки экспедиции Стейрса вернутся на Занзибар первоначально запланированным маршрутом через озеро Ньяса и Замбези.
Обратный путь был значительно сложнее из-за проливных дождей и больных, которых приходилось нести в гамаках. Колонна несколько раз подверглась нападению африканцев под предводительством Лукуку. Де Боншам выздоровел примерно в то время, когда отряд достиг озера Танганьика, и принял командование экспедицией на себя.
Добравшись до озера Ньяса, участники экспедиции погрузились на пароход, на котором плыли по Шире, а затем вниз по Замбези. 3 июня 1892 года Уильям Стейрс умер от гематурической лихорадки — тяжёлой формы малярии — в низовьях Замбези, незадолго до прибытия экспедиции в Чинде, где он был похоронен на европейском кладбище. Экспедиция достигла Занзибара через год после отъезда. Из четырёхсот африканцев, участвовавших в экспедиции, только 189 добрались до Занзибара.